# European Champions League 2002–2003 (damer)
European Champions League 2002–2003 spelades 4 december 2002-16 mars 2003. Det var den 43:e upplagan av tävlingen och 16 klubblag från CEV:s medlemsförbund deltog. RC Cannes blev mästare för andra gången i rad genom att besegra VK Uralochka-NTMK i finalen. Victoria Ravva utsågs till mest värdefulla spelare medan Jekaterina Gamova var främsta poängvinnare.

## Deltagande lag
| - Azərreyl QVK - OK Röda stjärnan Belgrad - Volley Bergamo - CV Diego Porcelos - RC Cannes - VK Uralochka-NTMK - Eczacıbaşı SK - Vakıfbank GS | - Volley Modena - Fatum Nyíregyháza - PTPS Piła - VK Levski Sofia - CV Tenerife - ŽOK Jedinstvo Užice - RKS Skra Warszawa - HAOK Mladost |

## Gruppspelsfasen

### Grupper
| Grupp A                                                    | Grupp B                                                      | Grupp C                                                   | Grupp D                                                              |
| ---------------------------------------------------------- | ------------------------------------------------------------ | --------------------------------------------------------- | -------------------------------------------------------------------- |
| Azərreyl QVK VK Uralochka-NTMK Eczacıbaşı SK Volley Modena | Vakıfbank GS VK Levski Sofia CV Tenerife ŽOK Jedinstvo Užice | OK Röda stjärnan Belgrad RC Cannes PTPS Piła HAOK Mladost | Volley Bergamo CV Diego Porcelos Fatum Nyíregyháza RKS Skra Warszawa |

### Grupp A

#### Resultat
| Datum    | Mellan                            | Resultat | Set   | Set   | Set   | Set   | Set   | Poäng totalt | Speltid | Åskådare |
| Datum    | Mellan                            | Resultat | 1     | 2     | 3     | 4     | 5     | Poäng totalt | Speltid | Åskådare |
| -------- | --------------------------------- | -------- | ----- | ----- | ----- | ----- | ----- | ------------ | ------- | -------- |
| 04-12-02 | Eczacıbaşı SK - Azərreyl QVK      | 1 - 3    | 20:25 | 22:25 | 25:17 | 22:25 |       | 89 - 92      | 1h:40   | 900      |
| 05-12-02 | Volley Modena - VK Uralochka-NTMK | 3 - 2    | 26:24 | 26:24 | 18:25 | 21:25 | 15:13 | 106 - 111    | 1h:43   | 400      |
| 10-12-02 | VK Uralochka-NTMK - Eczacıbaşı SK | 3 - 0    | 25:22 | 25:13 | 25:21 |       |       | 75 - 56      | 1h:01   | 1.350    |
| 11-12-02 | Azərreyl QVK - Volley Modena      | 3 - 2    | 20:25 | 25:16 | 25:19 | 19:25 | 15:13 | 104 - 98     | 1h:34   | 0        |
| 18-12-02 | Eczacıbaşı SK - Volley Modena     | 2 - 3    | 16:25 | 27:25 | 25:19 | 21:25 | 8:15  | 97 - 109     | 1h:50   | 950      |
| 18-12-02 | Azərreyl QVK - VK Uralochka-NTMK  | 2 - 3    | 14:25 | 20:25 | 25:22 | 25:20 | 9:15  | 93 - 107     | 1h:47   | 3.000    |
| 08-01-03 | VK Uralochka-NTMK - Azərreyl QVK  | 3 - 0    | 25:19 | 25:16 | 25:21 |       |       | 75 - 56      | 1h:05   | 300      |
| 09-01-03 | Volley Modena - Eczacıbaşı SK     | 3 - 1    | 20:25 | 25:13 | 25:23 | 25:19 |       | 95 - 80      | 1h:22   | 200      |
| 15-01-03 | Eczacıbaşı SK - VK Uralochka-NTMK | 0 - 3    | 13:25 | 18:25 | 13:25 |       |       | 44 - 75      | 0h:45   | 0        |
| 16-01-03 | Volley Modena - Azərreyl QVK      | 3 - 0    | 25:23 | 25:21 | 25:21 |       |       | 75 - 65      | 1h:20   | 540      |
| 21-01-03 | VK Uralochka-NTMK - Volley Modena | 2 - 3    | 25:19 | 21:25 | 25:22 | 17:25 | 14:16 | 102 - 107    | 1h:47   | 1.008    |
| 21-01-03 | Azərreyl QVK - Eczacıbaşı SK      | 3 - 0    | 25:17 | 25:18 | 25:18 |       |       | 75 - 53      | 1h:04   | 0        |

#### Sluttabell
| Pos | Lag               | Poäng | Matcher | Matcher | Matcher   | Set   | Set       | Kvot  | Poäng | Poäng     | Kvot  |
| Pos | Lag               | Poäng | Spelade | Vunna   | Förlorade | Vunna | Förlorade | Kvot  | Vunna | Förlorade | Kvot  |
| --- | ----------------- | ----- | ------- | ------- | --------- | ----- | --------- | ----- | ----- | --------- | ----- |
| 1   | Volley Modena     | 11    | 6       | 5       | 1         | 17    | 10        | 1.700 | 590   | 559       | 1.055 |
| 2   | VK Uralochka-NTMK | 10    | 6       | 4       | 2         | 16    | 8         | 2.000 | 545   | 462       | 1.180 |
| 3   | Azərreyl QVK      | 9     | 6       | 3       | 3         | 11    | 12        | 0.917 | 485   | 497       | 0.976 |
| 4   | Eczacıbaşı SK     | 6     | 6       | 0       | 6         | 4     | 18        | 0.222 | 419   | 521       | 0.804 |

### Grupp B

#### Resultat
| Datum    | Mellan                                | Resultat | Set   | Set   | Set   | Set   | Set   | Poäng totalt | Speltid | Åskådare |
| Datum    | Mellan                                | Resultat | 1     | 2     | 3     | 4     | 5     | Poäng totalt | Speltid | Åskådare |
| -------- | ------------------------------------- | -------- | ----- | ----- | ----- | ----- | ----- | ------------ | ------- | -------- |
| 05-12-02 | CV Tenerife - VK Levski Sofia         | 3 - 0    | 25:18 | 25:15 | 25:21 |       |       | 75 - 54      | 1h:12   | 1.000    |
| 05-12-02 | ŽOK Jedinstvo Užice - Vakıfbank GS    | 3 - 2    | 26:24 | 25:21 | 18:25 | 20:25 | 17:15 | 106 - 110    | 2h:00   | 1.400    |
| 10-12-02 | Vakıfbank GS - CV Tenerife            | 2 - 3    | 18:25 | 18:25 | 25:20 | 25:16 | 10:15 | 96 - 101     | 1h:46   | 500      |
| 10-12-02 | VK Levski Sofia - ŽOK Jedinstvo Užice | 2 - 3    | 23:25 | 25:22 | 16:25 | 25:20 | 13:15 | 102 - 107    | 1h:56   | 320      |
| 17-12-02 | VK Levski Sofia - Vakıfbank GS        | 3 - 1    | 25:19 | 25:18 | 23:25 | 28:26 |       | 101 - 88     | 1h:39   | 220      |
| 19-12-02 | CV Tenerife - ŽOK Jedinstvo Užice     | 3 - 0    | 25:16 | 25:14 | 25:16 |       |       | 75 - 46      | 1h:07   | 1.050    |
| 08-01-03 | Vakıfbank GS - VK Levski Sofia        | 3 - 0    | 25:22 | 25:21 | 26:24 |       |       | 76 - 67      | 1h:08   | 1.500    |
| 08-01-03 | ŽOK Jedinstvo Užice - CV Tenerife     | 2 - 3    | 25:22 | 19:25 | 33:31 | 21:25 | 14:16 | 112 - 119    | 2h:07   | 1.600    |
| 15-01-03 | ŽOK Jedinstvo Užice - VK Levski Sofia | 3 - 0    | 25:16 | 25:23 | 25:16 |       |       | 75 - 55      | 1h:11   | 2.200    |
| 16-01-03 | CV Tenerife - Vakıfbank GS            | 3 - 0    | 26:24 | 29:27 | 25:19 |       |       | 80 - 70      | 1h:19   | 350      |
| 21-01-03 | Vakıfbank GS - ŽOK Jedinstvo Užice    | 3 - 1    | 25:22 | 13:25 | 25:19 | 25:18 |       | 88 - 84      | 1h:39   | 550      |
| 21-01-03 | VK Levski Sofia - CV Tenerife         | 3 - 0    | 26:24 | 25:22 | 25:23 |       |       | 76 - 69      | 1h:19   | 495      |

#### Sluttabell
| Pos | Lag                 | Poäng | Matcher | Matcher | Matcher   | Set   | Set       | Kvot  | Poäng | Poäng     | Kvot  |
| Pos | Lag                 | Poäng | Spelade | Vunna   | Förlorade | Vunna | Förlorade | Kvot  | Vunna | Förlorade | Kvot  |
| --- | ------------------- | ----- | ------- | ------- | --------- | ----- | --------- | ----- | ----- | --------- | ----- |
| 1   | CV Tenerife         | 11    | 6       | 5       | 1         | 15    | 7         | 2.143 | 519   | 454       | 1.143 |
| 2   | ŽOK Jedinstvo Užice | 9     | 6       | 3       | 3         | 12    | 13        | 0.923 | 530   | 549       | 0.965 |
| 3   | Vakıfbank GS        | 8     | 6       | 2       | 4         | 11    | 13        | 0.846 | 528   | 539       | 0.980 |
| 4   | VK Levski Sofia     | 8     | 6       | 2       | 4         | 8     | 13        | 0.615 | 455   | 490       | 0.929 |

### Grupp C

#### Resultat
| Datum    | Mellan                                  | Resultat | Set   | Set   | Set   | Set   | Set | Poäng totalt | Speltid | Åskådare |
| Datum    | Mellan                                  | Resultat | 1     | 2     | 3     | 4     | 5   | Poäng totalt | Speltid | Åskådare |
| -------- | --------------------------------------- | -------- | ----- | ----- | ----- | ----- | --- | ------------ | ------- | -------- |
| 04-12-02 | HAOK Mladost - PTPS Piła                | 0 - 3    | 8:25  | 19:25 | 17:25 |       |     | 44 - 75      | 1h:07   | 300      |
| 05-12-02 | RC Cannes - OK Röda stjärnan Belgrad    | 3 - 1    | 25:14 | 24:26 | 25:13 | 25:22 |     | 99 - 75      | 1h:43   | 1.350    |
| 11-12-02 | PTPS Piła - RC Cannes                   | 3 - 1    | 21:25 | 25:22 | 25:19 | 26:24 |     | 97 - 90      | 1h:46   | 1.800    |
| 12-12-02 | OK Röda stjärnan Belgrad - HAOK Mladost | 3 - 0    | 29:27 | 25:21 | 25:22 |       |     | 79 - 70      | 1h:20   | 1.500    |
| 18-12-02 | OK Röda stjärnan Belgrad - PTPS Piła    | 0 - 3    | 20:25 | 23:25 | 19:25 |       |     | 62 - 75      | 1h:27   | 1.300    |
| 19-12-02 | RC Cannes - HAOK Mladost                | 3 - 0    | 25:14 | 25:16 | 25:14 |       |     | 75 - 44      | 1h:01   | 1.500    |
| 08-01-03 | PTPS Piła - OK Röda stjärnan Belgrad    | 3 - 0    | 25:18 | 25:21 | 25:17 |       |     | 75 - 56      | 1h:15   | 1.500    |
| 08-01-03 | HAOK Mladost - RC Cannes                | 0 - 3    | 12:25 | 15:25 | 11:25 |       |     | 38 - 75      | 0h:57   | 400      |
| 15-01-03 | HAOK Mladost - OK Röda stjärnan Belgrad | 1 - 3    | 25:21 | 19:25 | 19:25 | 21:25 |     | 84 - 96      | 1h:36   | 0        |
| 15-01-03 | RC Cannes - PTPS Piła                   | 3 - 0    | 25:17 | 25:15 | 26:24 |       |     | 76 - 56      | 1h:18   | 1.500    |
| 21-01-03 | PTPS Piła - HAOK Mladost                | 3 - 0    | 25:21 | 25:18 | 25:16 |       |     | 75 - 55      | 1h:20   | 1.200    |
| 21-01-03 | OK Röda stjärnan Belgrad - RC Cannes    | 1 - 3    | 19:25 | 19:25 | 25:21 | 16:25 |     | 79 - 96      | 1h:41   | 900      |

#### Sluttabell
| Pos | Lag                      | Poäng | Matcher | Matcher | Matcher   | Set   | Set       | Kvot  | Poäng | Poäng     | Kvot  |
| Pos | Lag                      | Poäng | Spelade | Vunna   | Förlorade | Vunna | Förlorade | Kvot  | Vunna | Förlorade | Kvot  |
| --- | ------------------------ | ----- | ------- | ------- | --------- | ----- | --------- | ----- | ----- | --------- | ----- |
| 1   | PTPS Piła                | 11    | 6       | 5       | 1         | 15    | 4         | 3.750 | 453   | 383       | 1.183 |
| 2   | RC Cannes                | 11    | 6       | 5       | 1         | 16    | 5         | 3.200 | 511   | 389       | 1.314 |
| 3   | OK Röda stjärnan Belgrad | 8     | 6       | 2       | 4         | 8     | 13        | 0.615 | 447   | 499       | 0.896 |
| 4   | HAOK Mladost             | 6     | 6       | 0       | 6         | 1     | 18        | 0.056 | 335   | 475       | 0.705 |

### Grupp D

#### Resultat
| Datum    | Mellan                                | Resultat | Set   | Set   | Set   | Set   | Set   | Poäng totalt | Speltid | Åskådare |
| Datum    | Mellan                                | Resultat | 1     | 2     | 3     | 4     | 5     | Poäng totalt | Speltid | Åskådare |
| -------- | ------------------------------------- | -------- | ----- | ----- | ----- | ----- | ----- | ------------ | ------- | -------- |
| 04-12-02 | RKS Skra Warszawa - Volley Bergamo    | 0 - 3    | 15:25 | 19:25 | 18:25 |       |       | 52 - 75      | 1h:03   | 358      |
| 04-12-02 | Fatum Nyíregyháza - CV Diego Porcelos | 1 - 3    | 23:25 | 25:19 | 16:25 | 16:25 |       | 80 - 94      | 1h:28   | 1.400    |
| 11-12-02 | CV Diego Porcelos - RKS Skra Warszawa | 3 - 0    | 25:22 | 25:14 | 25:21 |       |       | 75 - 57      | 1h:02   | 0        |
| 11-12-02 | Volley Bergamo - Fatum Nyíregyháza    | 3 - 0    | 25:18 | 25:15 | 25:14 |       |       | 75 - 47      | 1h:07   | 1.200    |
| 18-12-02 | RKS Skra Warszawa - Fatum Nyíregyháza | 0 - 3    | 20:25 | 23:25 | 22:25 |       |       | 65 - 75      | 1h:10   | 200      |
| 18-12-02 | Volley Bergamo - CV Diego Porcelos    | 3 - 0    | 25:16 | 25:20 | 25:14 |       |       | 75 - 50      | 1h:08   | 1.400    |
| 08-01-03 | CV Diego Porcelos - Volley Bergamo    | 0 - 3    | 22:25 | 18:25 | 23:25 |       |       | 63 - 75      | 1h:10   | 2.500    |
| 08-01-03 | Fatum Nyíregyháza - RKS Skra Warszawa | 3 - 0    | 26:24 | 25:23 | 25:19 |       |       | 76 - 66      | 1h:13   | 700      |
| 15-01-03 | Fatum Nyíregyháza - Volley Bergamo    | 2 - 3    | 25:15 | 27:29 | 25:16 | 21:25 | 11:15 | 109 - 100    | 1h:57   | 1.200    |
| 15-01-03 | RKS Skra Warszawa - CV Diego Porcelos | 0 - 3    | 21:25 | 16:25 | 19:25 |       |       | 56 - 75      | 1h:03   | 223      |
| 21-01-03 | CV Diego Porcelos - Fatum Nyíregyháza | 2 - 3    | 25:19 | 18:25 | 25:21 | 23:25 | 11:15 | 102 - 105    | 1h:45   | 3.200    |
| 21-01-03 | Volley Bergamo - RKS Skra Warszawa    | 3 - 0    | 25:19 | 25:15 | 25:16 |       |       | 75 - 50      | 1h:01   | 1.500    |

#### Sluttabell
| Pos | Lag               | Poäng | Matcher | Matcher | Matcher   | Set   | Set       | Kvot  | Poäng | Poäng     | Kvot  |
| Pos | Lag               | Poäng | Spelade | Vunna   | Förlorade | Vunna | Förlorade | Kvot  | Vunna | Förlorade | Kvot  |
| --- | ----------------- | ----- | ------- | ------- | --------- | ----- | --------- | ----- | ----- | --------- | ----- |
| 1   | Volley Bergamo    | 12    | 6       | 6       | 0         | 18    | 2         | 9.000 | 475   | 371       | 1.280 |
| 2   | CV Diego Porcelos | 9     | 6       | 3       | 3         | 11    | 10        | 1.100 | 459   | 448       | 1.025 |
| 3   | Fatum Nyíregyháza | 9     | 6       | 3       | 3         | 12    | 11        | 1.091 | 492   | 502       | 0.980 |
| 4   | RKS Skra Warszawa | 6     | 6       | 0       | 6         | 0     | 18        | 0.000 | 346   | 451       | 0.767 |

## Kvartsfinaler

### Match 1
| Datum    | Mellan                               | Resultat | Set   | Set   | Set   | Set   | Set   | Poäng totalt | Speltid | Åskådare |
| Datum    | Mellan                               | Resultat | 1     | 2     | 3     | 4     | 5     | Poäng totalt | Speltid | Åskådare |
| -------- | ------------------------------------ | -------- | ----- | ----- | ----- | ----- | ----- | ------------ | ------- | -------- |
| 11-02-03 | Volley Bergamo - ŽOK Jedinstvo Užice | 3 - 0    | 25:11 | 25:19 | 25:19 |       |       | 75 - 49      | 1h:07   | 2.000    |
| 11-02-03 | RC Cannes - CV Tenerife              | 3 - 2    | 22:25 | 25:23 | 26:24 | 30:32 | 15:13 | 118 - 117    | 2h:13   | 1.150    |
| 12-02-03 | PTPS Piła - VK Uralochka-NTMK        | 2 - 3    | 26:24 | 25:22 | 12:25 | 20:25 | 14:16 | 97 - 112     | 1h:48   | 2.000    |
| 13-02-03 | Volley Modena - CV Diego Porcelos    | 3 - 1    | 22:25 | 25:12 | 25:14 | 25:17 |       | 97 - 68      | 1h:30   | 350      |

### Match 2
| Datum    | Mellan                               | Resultat | Set   | Set   | Set   | Set   | Set   | Poäng totalt | Speltid | Åskådare |
| Datum    | Mellan                               | Resultat | 1     | 2     | 3     | 4     | 5     | Poäng totalt | Speltid | Åskådare |
| -------- | ------------------------------------ | -------- | ----- | ----- | ----- | ----- | ----- | ------------ | ------- | -------- |
| 18-02-03 | VK Uralochka-NTMK - PTPS Piła        | 3 - 0    | 25:19 | 25:21 | 25:18 |       |       | 75 - 58      | 1h:12   | 180      |
| 18-02-03 | CV Diego Porcelos - Volley Modena    | 2 - 3    | 25:23 | 25:23 | 16:25 | 26:27 | 17:19 | 109 - 117    | 2h:00   | 3.000    |
| 19-02-03 | ŽOK Jedinstvo Užice - Volley Bergamo | 2 - 3    | 25:21 | 23:25 | 26:24 | 21:25 | 15:12 | 95 - 95      | 1h:56   | 1.500    |
| 19-02-03 | CV Tenerife - RC Cannes              | 1 - 3    | 19:25 | 21:25 | 25:21 | 19:25 |       | 84 - 96      | 1h:41   | 0        |

### Kvalificerade lag
- RC Cannes
- Volley Bergamo
- VK Uralochka-NTMK
- Volley Modena

## Finalspel
Finaspelet genomfördes i Piła, Polen, helgen 15/16 mars.

### Spelschema
|  | Semifinaler       | Semifinaler |           |                   | Final               | Final               |  |
|  |                   |             |           |                   |                     |                     |  |
|  | Volley Bergamo    | 1           |           |                   |                     |                     |  |
|  | Volley Bergamo    | 1           |           |                   |                     |                     |  |
|  | VK Uralochka-NTMK | 3           |           |                   |                     |                     |  |
|  | VK Uralochka-NTMK | 3           |           | VK Uralochka-NTMK | 1                   |                     |  |
|  |                   |             |           | VK Uralochka-NTMK | 1                   |                     |  |
|  |                   |             | RC Cannes | 3                 |                     |                     |  |
|  | Volley Modena     | 2           | RC Cannes | 3                 |                     |                     |  |
|  | Volley Modena     | 2           |           |                   |                     |                     |  |
|  | RC Cannes         | 3           |           |                   | Match om tredjepris | Match om tredjepris |  |
|  | RC Cannes         | 3           |           |                   |                     |                     |  |
|  |                   |             |           |                   |                     |                     |  |
|  |                   |             |           |                   | Volley Bergamo      | 3                   |  |
|  |                   |             |           |                   | Volley Bergamo      | 3                   |  |
|  |                   |             |           |                   | Volley Modena       | 1                   |  |

#### Resultat
| Datum    | Mellan                             | Resultat | Set   | Set   | Set   | Set   | Set   | Poäng totalt | Speltid | Åskådare |
| Datum    | Mellan                             | Resultat | 1     | 2     | 3     | 4     | 5     | Poäng totalt | Speltid | Åskådare |
| -------- | ---------------------------------- | -------- | ----- | ----- | ----- | ----- | ----- | ------------ | ------- | -------- |
| 15-03-03 | Volley Bergamo - VK Uralochka-NTMK | 1 - 3    | 11:25 | 15:25 | 26:24 | 19:25 |       | 71 - 99      | 1h:32   | 1.400    |
| 15-03-03 | Volley Modena - RC Cannes          | 2 - 3    | 22:25 | 27:29 | 25:21 | 25:16 | 15:17 | 114 - 108    | 2h:02   | 1.400    |
| 16-03-03 | Volley Bergamo - Volley Modena     | 3 - 1    | 25:20 | 23:25 | 25:21 | 25:20 |       | 98 - 86      | 1h:40   | 1.300    |
| 16-03-03 | VK Uralochka-NTMK - RC Cannes      | 1 - 3    | 25:17 | 24:26 | 27:29 | 22:25 |       | 98 - 97      | 1h:42   | 1.475    |

## Individuella utmärkelser
| Utmärkelse              | Namn              | Lag               |
| ----------------------- | ----------------- | ----------------- |
| Mest värdefulla spelare | Victoria Ravva    | RC Cannes         |
| Bästa poängvinnare      | Jekaterina Gamova | VK Uralochka-NTMK |
| Bästa vänsterspiker     | Natalja Safronova | VK Uralochka-NTMK |
| Bästa passare           | Karine Salinas    | RC Cannes         |
| Bästa försvarare        | Aleksandra Fomina | RC Cannes         |
| Bästa mottagare         | Vania Beriola     | Volley Bergamo    |